# Le Roc-Saint-André

Le Roc-Saint-André este o comună în departamentul Morbihan, Franța. În 1 ianuarie 2018 avea o populație de 948 de locuitori.